# Wissenschaftstourismus
Wissenschaftstourismus bezeichnet berufliches Reisen im Dienst an der Wissenschaft, etwa zur Forschung vor Ort (Forschungstourismus) oder zur Teilnahme an wissenschaftlichen Konferenzen oder Kongressen (Kongresstourismus). Mitunter wird mit Wissenschaftstourismus auch eine intensive Form von Bildungstourismus oder Kulturtourismus bezeichnet, etwa in der Werbung von Reiseveranstaltern. Eine weitere Sparte des Wissenschaftstourismus sind touristische Aktivitäten zur Finanzierung von Forschungsreisen, an denen Nicht-Wissenschaftler als Reisende teilnehmen und dadurch die wissenschaftliche Reise mitfinanzieren.
Beim Forschungstourismus geht es um wissenschaftliche Anliegen, die zur Gewinnung von Datenmaterial eine Reisetätigkeit erfordern; dies betrifft Geo- und Biowissenschaften ebenso wie jene Fachrichtungen, die den Menschen selbst studieren: Geistes-, Sozial- und Kulturwissenschaften, insbesondere die Ethnologie (Völkerkunde).

## Ökonomische Aspekte
Innerhalb der Reiseindustrie ist Wissenschaftstourismus nur eine kleine Marktnische, aber mit steigenden Zahlen von teilnehmenden Personen. Dieser Trend wird begünstigt durch Finanzierung von Stiftungen, Fonds oder Projekten.

## Reiseziele
Die geographischen Gebiete, die Forschungsinteressen der genannten Disziplinen anziehen, liegen immer öfter in Entwicklungsländern. Wenn sie in Gebieten liegen, die zugleich Destinationen eines Freizeittourismus sind, treffen Forscher und Touristen aufeinander.

## Erforschung
Als Forschungstourismus ist wissenschaftliches Reisen zunehmend Gegenstand von Tourismusforschung und Tourismuswissenschaft. Mit der Erarbeitung von Abgrenzungen zwischen Forschern und Touristen und dem Erfassen von Unterschieden und Gemeinsamkeiten befasst sich innerhalb der Tourismuswissenschaft besonders die Tourismusethnologie.

## Kritik
Forschungstourismus ist Gegenstand der Tourismuskritik, auch dann, wenn die Forscher sich noch in Ausbildung befinden und als Studenten Praktika leisten oder Daten sammeln für Diplom- und Masterarbeiten. Denn deren vorrangiges Ziel liegt im akademischen Abschluss – nicht aber notwendigerweise in der Wahrung der Interessen der Bereisten und Beforschten. Dies gilt in besonderem Maße für die Ethnologie (Völkerkunde). Da sie diejenige Wissenschaft ist, die ihre Kompetenz in der Deutung von Andersheit sieht, sind ihre Aktivitäten auf Reisen – vielleicht mehr als die anderer Disziplinen – der Kritik ausgesetzt und der Forderung, ethische Standards bei Feldforschungen und teilnehmenden Beobachtungen in ärmeren Gebieten der Welt verbindlich einzuhalten und intellektuelle Eigentumsrechte zu wahren.